# أولى تارا
أولى تارا (بالإنجليزية: Uli-Tarra)‏ الإنسان الأول في اساطیر استراليا، وهم يقولون إنه جاء من الشرق.

## الأسطورة
ففي بداية الزمان لم يكن ثمة بحر، بل مياه أتت من حفرة حفرها «أولی نارا» الذي كان القائد الأول لقبيلته، ترکها ذات مرة ليقاتل قبيلة أخرى على الناحية الثانية من الجبل. وهم يدهنون أنفسهم باللونين الأحمر والأبيض. وعندما كان الرجال في طريقم إلى المعركة التقوا بامرأتين. وقد وجدت هاتان المرأتان عصاتين مستقیمتین ضربتا بهما الأرض فأحدثتا ظهور المحيط، وجميع الأماكن المائية الأخرى الصغيرة والكبيرة على حد سواء. وعندما عاد الرجال من المعركة، وجدوا المحيط الذي لم يكن موجودًا من قبل قد سد عليهم الطريق. فأخذوا أمعاء غزال وشدوها بعد نفخها لتشكل لهم جسرا للعبور فوق الماء، وقد حاول واحد منهم أن ياكل حبال الجسر لكنهم أوقفوه، وتمكنوا من العبور والعودة سالمين.